# To Live is to Die
To Live is to Die är en låt skriven av James Hetfield, Cliff Burton och Lars Ulrich, och framförd av Metallica på gruppens fjärde studioalbum ...And Justice for All, utgivet 1988.
Låten är skriven till minne av gruppens basist Cliff Burton som omkom i en trafikolycka i Sverige 1986. 
Cliff Burton skrev tre riff som spelas mycket i låten, och senare skrev James Hetfield och Lars Ulrich resten av låten. Texten är en dikt av Cliff som kommer ca 7:35 i låten.
- Texten är:

```
  When a man lies, he murders some part of the world.
  These are the pale deaths, which men miscall their lives.
  All this I cannot bare to witness any longer.
  Cannot the kingdom of salvation take me home?
```

Orden Cannot the kingdom of salvation take me home? står på Cliffs minnessten  i Sverige.